# August Ferdinand Conrad zur Hellen
August Ferdinand Conrad zur Hellen (* 27. Februar 1790; † 10. Januar 1860 in Werther) war ein preußischer Landrat.

## Leben und Wirken
Nach seinem Jurastudium war  August Ferdinand Conrad zur Hellen zunächst von September 1812 bis November 1813 als Assessor beim  Tribunal Höxter beschäftigt. Im Dezember 1813 trat er in das   2. Westfälische Landwehr-Infanterie-Regiment ein und wurde hier am 24. Juni 1814 zum Secondeleutnant befördert. Am 16. Juli 1818 wurde er aus dem Militärdienst entlassen. Von 1821 an war er für zehn Jahre Bürgermeister in Werther und Kreisdeputierter des Kreises Halle. Am 12. März 1831 wurde er mit der kommunalen Verwaltung des Kreises Halle beauftragt und am 26. März 1832 mit absoluter Mehrheit vom Kreistag zum ersten Kandidaten für das Landratsamt gewählt. Am 10. Juni 1832 folgte die Ernennung zum Landrat des  Kreises Halle.
Auf Veranlassung der Regierung Minden reichte zur Hellen ein Entlassungsgesuch ein, dem am 20. November 1855 durch Aushändigung der Entlassungsurkunde entsprochen wurde. August zur Hellen war auch Deputierter der  Kreissynode Halle und Provinzialsynode Bielefeld.

## Familie
Er heiratete 1816 Johanna Christine Arnoldine Dreckmeyer und kam so über einen Erbgang in den Besitz des Gutes Niedermühlen, wo er sich nach seiner Pensionierung niederließ.  Aus der Ehe gingen fünf Kinder hervor.

## Ehrungen
Roter Adlerorden IV. Klasse